# .ms
‎.ms‏ دامنه اینترنتی اختصاص داده شده به مونتسرات (به انگلیسی: Montserrat)، مجمع‌الجزایری در دریای کارائیب متعلق به بریتانیا، است.

تخصیص فضای آدرس IPv4 (مونتسرات).

البته شرکت مایکروسافت در برخی از وب‌سایت‌های خود نیز از این دامنه استفاده کرده‌است.